# Montañas Dinghu

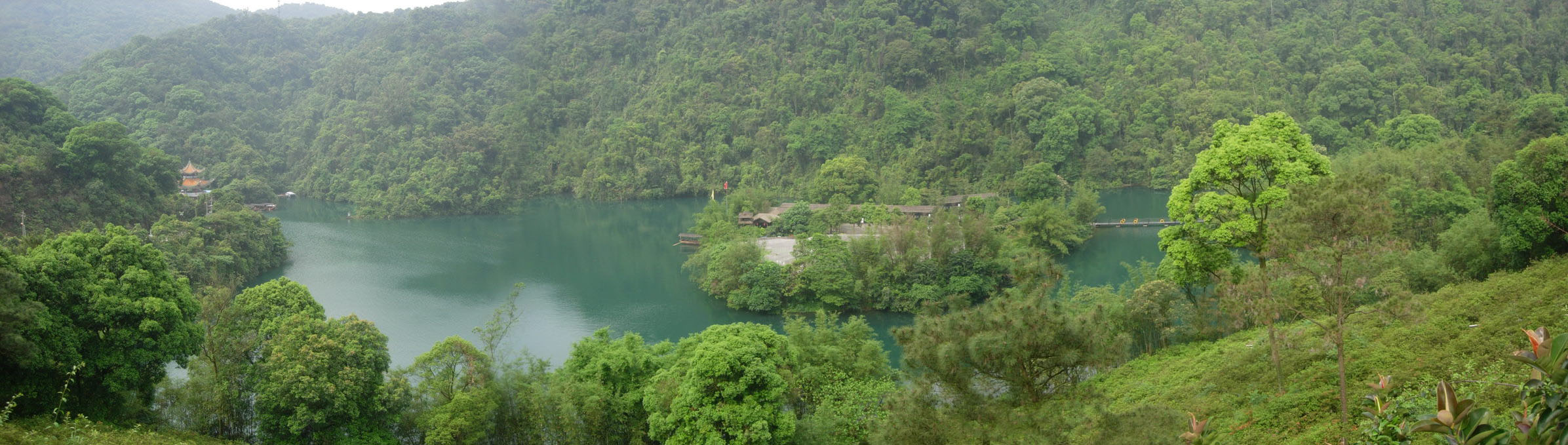

Las montañas Dinghu (en chino, 鼎湖山; pinyin, Dǐnghú shān) son una de las cuatro montañas sagradas de la China, localizadas en la cordillera Dayunwu. Las otras son las montañas Danxia, las montañas Luofu y las montañas Xiqiao. Se encuentran en el distrito Dinghu, a 18 km al este de la ciudad de Zhaoqing, en la provincia de Cantón, República Popular de China. 
Conocida como la «joya verde en el trópico de Cáncer», los picos de la montaña contienen antiguos árboles de gran tamaño con diversas aves y flores de colores. Desde la antigüedad, ha sido una atracción turística y un lugar sagrado del budismo. Sus santuarios llegan a atraer hasta 1 millón de visitantes al año (1997).
Las montañas tiene una reserva natural nacional, establecida en 1956, que fue la primera reserva natural en China. También es, desde 1979, una reserva de la biosfera de la UNESCO.
A las montañas se le conoce como un museo de la naturaleza viva y un tesoro verde. Con especies vegetales abundantes, es el hogar de más de 500 especies de plantas, incluyendo 23 especies raras en peligro inminente bajo protección estatal. Es también el hogar de varios tipos de animales, incluyendo 178 especies de aves y 38 especies de animales, 15 especies de las cuales están bajo protección estatal.